# Скосарь люцерновый
Скосарь люцерновый (лат. Otiorhynchus ligustici) — вид долгоносиков-скосарей из подсемейства Entiminae.

## Описание
Жук диной 8-12 мм. Окраска и скульптура жуков очень изменчива. Головатрубка от основания конически суженная вперёд, несколько длиннее её ширины вдавлением. Лоб не более чем в 1,3 раза шире спинки головотрубки между основаниями усиков.

## Распространение
Распространён в Северной и Средней Европе и Малой Азии; в России — в центральных и южных областях Европейской части, на Северном Кавказе, а также в Закавказье.

## Экология
Скосарь люцерновый является сельскохозяйственным вредителем, вредящий люцерне (Medicago) (как и следует из названия), свекле (Beta), винограду (Vitis) и т. д.
Перезимовавшие в почве жуки весной питаются на люцерне, клевере и других бобовых, картофеле, сахарной свёкле, винограде, смородине, плодовых деревьях и др. (повреждают всходы, объедают почки, обгрызают листья). Личинки питаются на корнях — на поверхности стержневого корня выгрызают углубления и спиральные ходы, более мелкие корешки перегрызают.